# Jiří Růžička st.
Jiří Růžička st. (23. února 1932 Praha – 6. září 2003 Slatina) byl český pomocný režisér a herec. Byl manželem Heleny Růžičkové a otcem Jiřího Růžičky ml.

## Životopis
Vystudoval herectví na DAMU (1956), působil v Městském oblastním divadle v Mladé Boleslavi (1956–1957), v zájezdovém souboru Vesnického divadla (1957–1959) a v Městském divadle v Příbrami (1959–1961). Následně přesedlal k filmu. Od mládí se nadšeně věnoval amatérskému filmování, což ho přivedlo do řad zaměstnanců Filmového studia Barrandov (1961), kde pak pracoval až do odchodu do důchodu. Od 60. do 80. let se podílel na několika filmech jako pomocný režisér, případně asistent režie. Spolupracoval s režisérem Hynkem Bočanem.
Vyskytl se i v úloze herce v epizodních rolích – např. jako divák na leteckém dnu ve filmu Nevěra (1956), farář ve filmu Intimní osvětlení (1965) a po boku své ženy se objevil i jako divadelní rekvizitář v komedii Pane, vy jste vdova! (1970).
Od roku 1955 až do své smrti byl ženatý s herečkou Helenou Růžičkovou, rozenou Málkovou (1936–2004). Jejich předčasně zesnulý syn Jiří Růžička ml. (1956–1999) byl také hercem. Jiří Růžička st. zemřel na následky sedmého infarktu dne 6. září 2003 ve Slatině v okrese Klatovy ve věku 71 let, jen čtyři měsíce před svou manželkou.

## Filmografie

### Pomocná režie
- 1961 Muž z prvního století – asistent režie
- 1962 Klaun Ferdinand a raketa – asistent režie
- 1963 Ikarie XB 1 – asistent režie
- 1964 Za pět minut sedm – asistent režie
- 1965 Intimní osvětlení
- 1967 Pět holek na krku
- 1967 Zázračný hlavolam
- 1967 Piknik – asistent režie
- 1968 Třináctá komnata
- 1969 Pasťák
- 1969 Svatej z Krejcárku
- 1970 Jeden z nich je vrah
- 1971 Lekce
- 1972 Hráč
- 1974 Dvacátý devátý
- 1974 Muž z Londýna
- 1975 Pomerančový kluk
- 1976 Náš dědek Josef
- 1977 O moravské zemi
- 1978 Radost až do rána
- 1979 Na koho to slovo padne…
- 1979 Smrt stopařek
- 1980 Požáry a spáleniště
- 1981 Hodina života
- 1982 Kouzelné dobrodružství
- 1983 Oči pro pláč
- 1984 S čerty nejsou žerty
- 1986 Smích se lepí na paty

### Herec
- 1955 Blázni mezi námi – role: ošetřovatel
- 1956 Nevěra – role: divák na leteckém dnu
- 1961 Muž z prvního století – role: host v beztížárně/zívající muž
- 1964 Za pět minut sedm – role: prodavač zeleniny
- 1965 Intimní osvětlení – role: farář
- 1967 Jak se krade milión – role: člen veselé společnosti
- 1970 Pane, vy jste vdova! – role: divadelní rekvizitář
- 1971 Panter čeká v 17,30 – role: automechanik
- 1972 Hráč – role: hráč
- 1977 Oddechový čas – role: muž se zdviženou rukou
- 1978 Radost až do rána – role: úředník
- 1979 Na koho to slovo padne… – role: Karel, zaměstnanec Prefy
- 1980 Požáry a spáleniště – role: zákazník Bůžek
- 1984 Všechno nebo nic – role: ochmelka
- 1984 S čerty nejsou žerty – role: čert